# Званый ужин (Джуди Чикаго)
«Зва́ный у́жин» (англ. The Dinner Party) — художественная композиция арт-феминистки Джуди Чикаго, созданная в 1974—1979 годах и посвящённая выдающимся женщинам разных эпох. Её составной частью является так называемый «Этаж наследия».

## Описание и история создания
«Званый ужин» был задуман с целью положить конец принижению и забвению роли женщин в истории человечества. Основу композиции представляет банкетный стол на 39 персон, каждое место за которым предназначено одной из величайших женщин в истории западной цивилизации и отмечено её именем и символами её достижений. Для каждой персоны выложена салфетка, блюдо, приборы, а также бокал или чаша. На многих тарелках имеются скульптурные изображения цветов или бабочек, символизирующих вагину. «Званый ужин», будучи плодом совместного творчества многих разных художников — мужчин и женщин, воздаёт дань таким художественным формам, как текстиль (ткачество, вышивка, шитьё) и роспись фарфора, традиционно считавшимся женскими видами искусства и относимым скорее к ремёслам, нежели к изящным искусствам, в которых всегда наблюдалось господство мужчин. Сам стол выполнен в виде равностороннего треугольника с длиной стороны в 14,63 метра и установлен на белом изразцовом полу, треугольные плитки которого содержат имена ещё 999 известных женщин.
На создание работы ушло 6 лет и 250 000 долларов США, не считая трудового вклада добровольцев. Проект начинался под названием «Двадцать пять женщин, которые были заживо съедены» (англ. Twenty-Five Women Who Were Eaten Alive). Он позволял Джуди Чикаго реализовать придуманный ею образ «бабочки-вагины», а также свой интерес к росписи по фарфору в антураже высокого искусства. Идея вскоре расширилась до тридцати девяти имён, разбитых на три группы по тринадцать человек. Форма имеет особое значение, поскольку треугольник издавна считался символом женщины. Кроме того, это равносторонний треугольник, символизирующий равенство, а 13 — это число присутствовавших на Тайной вечери, что было особенно важно для Чикаго, так как все тринадцать были мужчинами.
Первые три года Чикаго работала одна; в последующие три года над «Званым ужином» работало более 400 человек, преимущественно волонтёры. 125 из них были признаны «участниками проекта». Проект был организован в соответствии с так называемой «доброжелательной иерархией» и «неиерархическим руководством», так как Чикаго разрабатывала многие аспекты работы и принимала окончательные решения.
39 пластин образуют поднимающуюся плоскость в знак постепенного приобретения независимости современными женщинами, ещё не полностью, впрочем, свободными от социальных ожиданий.
«Званый ужин» был показан широкой публике впервые в Музее современного искусства Сан-Франциско в 1979 году, что привлекло более 100 000 посетителей за три месяца. Работа, несмотря на сопротивление со стороны художественной общественности, гастролировала в 16 местах в 6 странах на 3 континентах, охватив зрительскую аудиторию в 15 миллионов человек. С 2007 года находится в постоянной экспозиции в Бруклинском музее (Нью-Йорк, Соединенные Штаты Америки).

## Имена женщин, включённых в экспозицию
Крыло I: от доисторических времён до Римской империи

1. Первоначальная богиня 

2. Богиня плодородия 

3. Иштар 

4. Кали 

5. Богиня со змеями 

6. София 

7. Амазонка 

8. Хатшепсут 

9. Юдифь 

10. Сапфо 

11. Аспасия 

12. Боудикка 

13. Гипатия
Крыло II: от начал христианства до Реформации

14. Марцелла

15. Бригитта Ирландская 

16. Феодора 

17. Хросвита Гандерсгеймская 

18. Тротула Салернская

19. Алиенора Аквитанская 

20. Хильдегарда Бингенская 

21. Петронилла де Мит

22. Кристина Пизанская 

23. Изабелла д’Эсте 

24. Елизавета I 

25. Артемизия Джентилески 

26. Анна Мария ван Схурман
Крыло III: от Америки до Женской революции

27. Энн Хатчинсон

28. Сакагавея 

29. Каролина Гершель 

30. Мэри Уолстонкрафт 

31. Соджорнер Трут 

32. Сьюзен Энтони 

33. Элизабет Блэкуэлл 

34. Эмили Дикинсон 

35. Этель Смит

36. Маргарет Сэнгер 

37. Натали Барни 

38. Вирджиния Вулф 

39. Джорджия О’Киф
Ещё 999 имён, отобранных специальной комиссией, написаны на изготовленных вручную керамических плитках, образующих пол внутри треугольной инсталляции. Он носит имя «Этаж наследия».

## Критика
Работа была по-разному оценена критиками. Известная защитница феминистского искусства, писательница и арт-критик Люси Липпард назвала композицию превосходным образцом феминистских устремлений, выразив своё отношение словами:
«Моё личное первое восприятие было сугубо эмоциональным… Чем дольше я вникала в это произведение, тем сильнее меня пленила тонкость деталей и скрытый смысл».
Оригинальный текст (англ.)My own initial experience was strongly emotional… The longer I spent with the piece, the more I became addicted to its intricate detail and hidden meanings.
Её точку зрения разделяли и многие другие критики, восхвалявшие работу Джуди Чикаго.
Не менее непреклонными были и негативные отзывы. Хилтон Крамер писал, что работа использует самоповторение «с настойчивостью и вульгарностью, более подходящими скорее для рекламной кампании, нежели произведению искусства», подчеркнув, что это не просто китч — это «низкопробное искусство… провальное искусство,… искусство, погрязшее в слепом следовании цели настолько, что не способно обрести собственную независимую художественную жизнь».
Роберта Смит заявила, что «исторический смысл и социальное значение инсталляции могут превышать её эстетическую ценность».
Морин Мулларки предположила, что Чикаго просто использовала женщин-добровольцев, поставив, таким образом, под вопрос иерархический принцип работы над проектом (впрочем, Чикаго никогда и не отрицала, что несёт ответственность за каждую деталь получившейся инсталляции). Мулларки также раскритиковала ряд тарелок, особенно — Эмили Дикинсон, Вирджинии Вулф и Джорджии О’Киф; согласно её взглядам, работа антифеминистична по целому ряду причин, включая излишний акцент на поле в «негендерных» профессиях, изображения «вагин» в нарушение личного пространства, и пр. Вообще идея «бабочек-вагин» подвергалась критике как, по выражению конгрессмена Боба Дормана, «керамическая 3-D порнография», так и, по мнению ряда феминисток, как символ пассивного начала. Впрочем, это вполне в русле феминистического движения 1970-х, сконцентрированном на теле. Другие феминистки не согласны с данной работой, так как она представляет собой видение мира женского опыта, в котором не представлены многие аспекты — например, в работе плохо представлены женщины, не относящиеся к белой расе и традиционной сексуальной ориентации.

### Документальный фильм
- Right Out of History: Judy Chicago, Phoenix Learning Group (2008) (DVD)

### Видео
- CAFKA.TV's coverage of the opening of the Elizabeth A. Sackler Center for Feminist Art, the permanent home of Judy Chicago's Dinner Party на YouTube 28 March 2007
- Judy Chicago's The Dinner Party at the Brooklyn Museum на YouTube Video tour of the work and part of the Elizabeth A. Sackler Center for Feminist Art by James Kalm . 28 March 2007. Accessed September 2009.